# (32733) 1976 SB
1976 SB (asteroide 32733) é um asteroide da cintura principal. Possui uma excentricidade de 0.24180480 e uma inclinação de 9.12717º.
Este asteroide foi descoberto no dia 23 de setembro de 1976 por Harvard Observatory em Harvard.